# Jeremy Sheffield
Jeremy Sheffield (ur. 17 marca 1966 w miasteczku Kelvedon, w hrabstwie Essex) – angielski aktor i tancerz.

## Życiorys
Jest synem biznesmena i nauczycielki. Studiował balet klasyczny. W 1983 roku pojawił się jako tancerz w teledysku zespołu Queen do przeboju „I Want to Break Free”. Występował z The Royal Ballet w Covent Garden, m.in. w przedstawieniu Dziadek do orzechów w Royal Opera House (1985). Wystąpił w roli Parysa w spektaklu Williama Shakespeare’a Romeo i Julia (1990).
Karierę baletową zakończończył w wieku dwudziestu siedmiu lat, kiedy złamał wielki palec u nogi i zerwał więzadło. Zadebiutował w filmie Bezpieczna przystań (Safe Haven, 1995) u boku Donalda Pleasence’a z muzyką Stanisława Syrewicza. W 1997 roku wystąpił w teledysku Natalie Imbruglii do hitu pt. „Torn” oraz znalazł się w obsadzie adaptacji powieści Lwa Tołstoja Anna Karenina (1997) z Sophie Marceau. W telewizyjnym filmie fantasy Hallmark/NBC Merlin (1998) z Samem Neillem, Heleną Bonham Carter, Mirandą Richardson, Rutgerem Hauerem i Isabellą Rossellini pojawił się jako Sir Lancelot du Lac.
Popularność przyniosła mu telewizyjna kreacja doktora Aleksa Adamsa w serialu BBC Szpital Holby City (Holby City, 2000–2003). Można go było zobaczyć w thrillerze Lęk (Creep, 2004), w którym zagrał przy boku Franki Potente. W komedii romantycznej Pretty Man, czyli chłopak do wynajęcia (The Wedding Date, 2005) z Debrą Messing i Dermotem Mulroney wcielił się w postać prostackiego Jeffreya. W 2008 roku wcielił się w rolę Robbiego w filmie Dzieci.
Zagrał także w teatrze, m.in. w tragedii Williama Shakespeare’a Troilus i Kresyda w Royal Shakespeare Company jako Patroklos (1996) oraz Jedna twoja miłość (The One You Love) na scenie prestiżowego Royal Court Theatre w Londynie.
Jest gejem. Dokonał publicznego coming outu w wieku 26 lat, ale rzadko publicznie porusza temat swojej seksualności.